# Reloj vertical

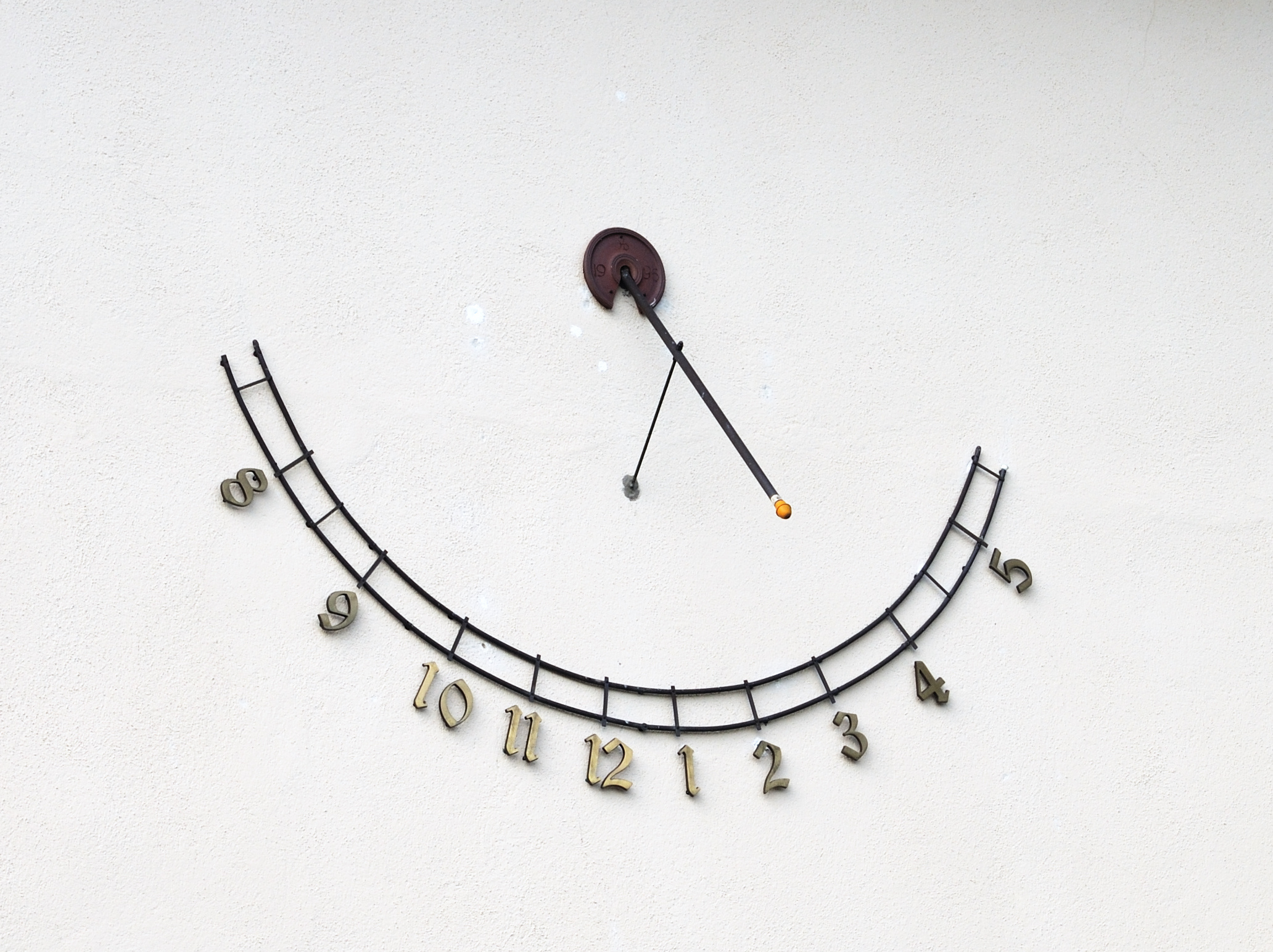
Reloj stilo-axial vertical orientado.

El reloj vertical es un conjunto de relojes solares con el plano del reloj perpendicular al horizonte del lugar. Los relojes solares stilo-axiales verticales se encuentran habitualmente en los lienzos de los muros de los edificios. Este reloj puede tener una gama de orientaciones respecto al mediodía que permiten una categorización dentro de la denominación reloj vertical. En la actualidad son los más habituales de encontrar en las paredes de iglesias, casas privadas, monumentos, museos, etc., frecuentemente decorados con divisas relativas al paso del tiempo. Con la denominación de vertical hay otros diseños, tales como los relojes de altura, los cuadrantes, los relojes de misa. 

## Historia
Los relojes verticales aparecen en el periodo greco-romano, son relativamente escasos porque su trazado resultaba mucho más complicado que el de otros relojes y el número de horas que permanece iluminado cada día es siempre menor que cualquier otro reloj. Es esta razón de rendimiento por la que se prefería más construir cualquier otro, que un reloj vertical. Estos relojes solares indicaban en todos los casos horas temporarias y poseían un pequeño ortoestilo clavado en él. Un ejemplo de ellos se puede encontrar en la Torre de los Vientos debida a Andrónico de Cirro. El uso de los relojes verticales en la astronomía árabe de los siglos X hasta XII es igualmente escaso (denominados munharifa o verticales), dedicando poco estudio en sus tablas astronómicas a las llamadas umbras versas. No obstante, los toscos relojes de misa que se construían en la Europa medieval, eran en su gran mayoría de casos verticales. Estos relojes aparecen trazados sobre la roca de los muros de iglesias y templos. 
No es hasta el advenimiento de los relojes stilo-axiales en el siglo XV y XVI hasta cuando comienzan a verse habitualmente diseños de relojes solares verticales, relojes de altura (como por ejemplo los relojes de pastor), meridianas solares y, ya en el siglo XVIII, la aparición de meridianas combinadas con analemas en muros verticales de edificios públicos con el objeto de ofrecer referencias temporales a los primitivos relojes mecánicos que comenzaban a funcionar habitualmente en los palacios, iglesias y casas consistoriales. En el siglo XVI se comenzaron a diseñar relojes en las caras de los poliedros, siendo en algunos casos diseñado este tipo de relojes en las caras verticales de los mismos. 

## Verticales estilo-axiales
Este tipo de relojes se caracteriza por tener el estilo paralelo al eje de rotación terrestre. Puede estar apuntando directamente al mediodía y en este caso se suele denominar vertical orientado, cuando tiene una orientación distinta se suele decir que es declinante. Este azimut del muro en el que se ubica el reloj se denomina declinación mural. La declinación mural dm es un parámetro fundamental en la descripción de la orientación de los relojes verticales stilo-axiales. Su valor indica el tipo, por ejemplo los relojes orientados tienen un valor de dm = 0.o, los boreales que miran al norte dm = 180.o, los que miran al oeste (u occidentales) que tienen un valor dm = 90.o y los orientales dm = 270.o. Medir la declinación mural es una de las habilidades requeridas en un gnomonicista que debe diseñar este tipo de relojes. Su correcta determinación es importante por la sensibilidad que tiene en su diseño consecuente, un error provoca un diseño anómalo del reloj. 

Las líneas horarias

Las líneas horarias parten radialmente del punto de enclave del stilo, independientemente de la orientación que posean. En estos relojes la línea horaria de las XII es siempre vertical. Esta propiedad es empleada en las operaciones de colocación de este tipo de relojes, haciendo comprobar que el hilo de una plomada recorre siempre esta línea horaria. Los relojes verticales orientados (bien sea a mediodía o al septentrión) tienen las líneas horarias dispuestas de forma simétrica respecto a la vertical del mediodía (hora de las XII). Los declinantes pierden esta simetría y 'concentran' horas a izquierda o derecha de las XII dependiendo si declinan a oriente u occidente. Todos ellos se construyen con la determinación de dos parámetros básicos: 
- La latitud del lugar que suele recopilarse por diversos métodos, siendo habitual la lectura en mapas calibrados, en la actualidad basta con el empleo de las lecturas de un dispositivo GPS. Primitivamente se averiguaba la altura de una estrella de declinación conocida a su paso por el meridiano. La determinación de la latitud admite algún cierto error de un par de grados.
- La declinación mural u orientación del muro respecto a la meridiana. Este valor es crítico en el diseño, y su error en la determinación se propaga a lo largo de los cálculos haciendo que el diseño no sea acorde con el reloj. Existen en la mayoría de los tratados de gnomónica numerosos métodos de averiguación de la declinación mural.[7]

La determinación exacta de estos dos valores capacita para el diseño de las líneas horarias de relojes verticales stilo-axiales, independientemente del método de diseño que se haya elegido. Se puede optar por tradicionales métodos geométricos (de regla y compás) o analíticos empleando las fórmulas que proporciona la gnomónica. En algunas ocasiones, sirviéndose de la geometría se ha diseñado este tipo de relojes en cubos o poliedros. Más por estética que por utilidad de medir el tiempo. 

### Verticales orientados
Los relojes verticales orientados se caracterizan por tener las líneas horarias simétricas respecto a la vertical de las XII. El plano del reloj en estos casos está contenido en el primer vertical. El ángulo que hace el estilo con el plano del reloj es de {\displaystyle 90^{o}-\varphi }. Siendo además colocado sobre la línea de las XII. La sombra de estos relojes va en contra del sentido horario en las latitudes boreales, mientras que en las australes gira en sentido contrario. Los relojes verticales orientados a mediodía son complementarios a los relojes horizontales diseñados a esa misma latitud, por esta razón las sombras giran en ambos relojes de manera opuesta: en una latitud boreal los relojes verticales orientados tienen un giro de sombras antihorario, mientras que los horizontales tienen un giro en sentido horario. Es por esta razón por la que las fórmulas analíticas para el trazado de los ángulos horarios son muy similares, cambiando sólo las funciones trigonométricas por su complementario cuando poseen la latitud.
|                                                             |
| Trazado de las líneas horarias mediante la línea equinocial |

|                                                                           |
| Reloj vertical con las líneas horarias simétricas respecto a la línea XII |

Un reloj vertical stilo-axial orientado al sur, y ubicado en cualquier posición del ecuador terrestre (es decir a latitud nula), se convierte en un reloj polar debido a que el plano del reloj contiene al polo norte y sur. Un reloj vertical en el polo norte igualmente es polar. Un reloj vertical orientado al sur, diseñado a una latitud dada {\displaystyle \varphi } podrá funcionar como reloj horizontal en una latitud geográfica de valor complementario, es decir: {\displaystyle 90^{o}-\varphi }.

#### Cálculo de las horas
Se suelen calcular el ángulo de las líneas horarias respecto a las 12h mediante {\displaystyle \phi }. Para ello se emplea el ángulo horario que vale cero a las 12h, 15° a la 1h vespertina, 30° a las dos, 45° a las tres y así sucesivamente. En estos relojes resulta característico que las 6h (matutinas y vespertinas) son simétricas y perpendiculares a la línea de las doce. 

{\displaystyle \tan \psi =\cos \varphi \tan \phi }
Esta fórmula es similar a la obtenida en los relojes horizontales (con la salvedad de la complementariedad del {\displaystyle \cos \varphi } ).

### Orientales y Occidentales
Estos relojes solares tienen propiedades similares a los polares, ciertamente en algunos tratados de gnomónica son tratados analíticamente como una variante específica de los relojes polares. Se diferencian de ellos en que el plano del reloj no está inclinado un ángulo igual a la co-latitud del lugar ({\displaystyle 90^{o}-\varphi }), sino que son verticales. A pesar de todo, debido a su orientación azimutal, el plano del reloj contiene los polos celestes y esto hace que el stilo permanezca paralelo al plano del reloj. Las líneas horarias del reloj son paralelas al estilo. Es evidente que estos relojes no poseen en el trazo horario la línea de las XII, por pasar el sol por el plano del reloj en ese instante. Dentro de esta categoría de relojes verticales stilo-axiales se encuentran los que se orientan a oriente y a occidente.
|                                           |
| Trazado de las líneas horarias orientales |

|                  |
| Reloj Occidental |

### Relojes boreales
Los relojes boreales (en latitudes boreales) son relojes verticales stilo-axiales que tienen la cara del reloj iluminada mirando al norte. Se denominan también, por esta razón, relojes septentrionales. Son relojes que por sus características de orientación sólo reciben algunas horas de luz durante los meses de primavera y verano, quedando en sombra durante los días de los meses de invierno y otoño. Ninguno de ellos posee trazada la hora de las XII. El stilo de este tipo de relojes permanece erguido apuntando al polo norte. 
Dependiendo de la latitud pueden tener indicadas entre cuatro a seis horas como mucho. El sentido de movimiento de la sombra es contrario a su reloj vertical orientado al sur. 

### Relojes declinantes
Cuando un reloj stilo-axial vertical no está orientado a cualquiera de los cuatro puntos cardinales, se dice que es declinante. Se caracteriza por poseer la red de líneas horarias sin simetría respecto a la línea de las XII. Si el reloj mira a oriente, poseerá indicadas más horas matutinas que vespertinas. Mientras que si, por el contrario, el reloj declina a occidente el número de horas vespertinas del reloj serán de mayor cuantía que las matutinas. El polo del stilo (punto de enclave del stilo) se aleja del cuadrante cuanto más declina el reloj y el número de horas se reduce. La sombra de estos relojes va en contra del sentido horario en las latitudes boreales, mientras que en las australes gira en sentido contrario, es decir, en sentido horario.
|                                             |
| Declinante al oeste (30° según se indica: ) |

|                    |
| Declinante al este |

En el diseño de estos relojes aparece un concepto nuevo, se trata de la línea subestilar. El stilo de los relojes verticales orientados se ubica justo sobre la vertical (línea de las XII), en el caso de los declinantes esta proyección ortogonal del stilo se denomina línea subestilar y no coincide con la perpendicular, colocándose a derecha o izquierda de las XII dependiendo de la declinación del reloj.

## Colocación
La colocación de este tipo de relojes ha de satifacer la orientación del plano del reloj mediante dos ángulos ortogonales. El primero de los ángulos es la verticalidad que se suele verificar mediante el uso de una simple plomada, o mediante el uso combinado de una escuadra y archipéndula. El segundo corresponde a la orientación azimutal de muro: declinación mural (dm) que se suele medir con un instrumento específico. Los autores de la gnomónica del siglo XVI describieron el uso del declinatorium que consiste en una mezcla de transportador de ángulos, una brújula y una pínula. La combinación de estos elementos en un instrumento denominado declinatorium permitía la determinación de la orientación del muro. No obstante los métodos para determinar la orientación del muro (o declinación del muro) son muy variados y pasan desde la medida de sombras, el empleo de instrumentos creados a tal efecto, rasante de estrellas por los límites del muro a horas conocidas. 
|                                                                  |
| El uso de plomadas garantiza la verticalidad del plano del reloj |

|                                                                     |
| El empleo de instrumentos para medir la orientación (declinatorium) |

## Usos
Los relojes verticales suelen emplearse principalmente para proporcionar la hora solar local, no obstante poseen otros usos. En combinación con una tabla de fases lunares se convierte en un reloj lunar. Los relojes verticales por su disposición a veces suelen acompañarse de una escala de alturas (proyección gnomónica de las almicantaradas). En el caso de los relojes solares de altura existen numerosos ejemplos de relojes verticales portátiles, como es el de los relojes de pastor, los relojes tipo cuadrante, como puede ser la navicella italiana o el universal de Regiomon.